# Río Calvelo
El río Calvelo  es un río del noroeste de la península ibérica que discurre por la provincia de La Coruña (España). Es la cabecera izquierda del río Rosende.

## Curso
Nace a 486 m de altitud en los montes de Santa Marta, cerca de Calvelo de Arriba, Sofán (Carballo). Desemboca en la unión con el río Bardoso formando el Rosende bajo el puente de As Táboas, en la parroquia de Artes (Carballo).